# George Sebastian Silzer

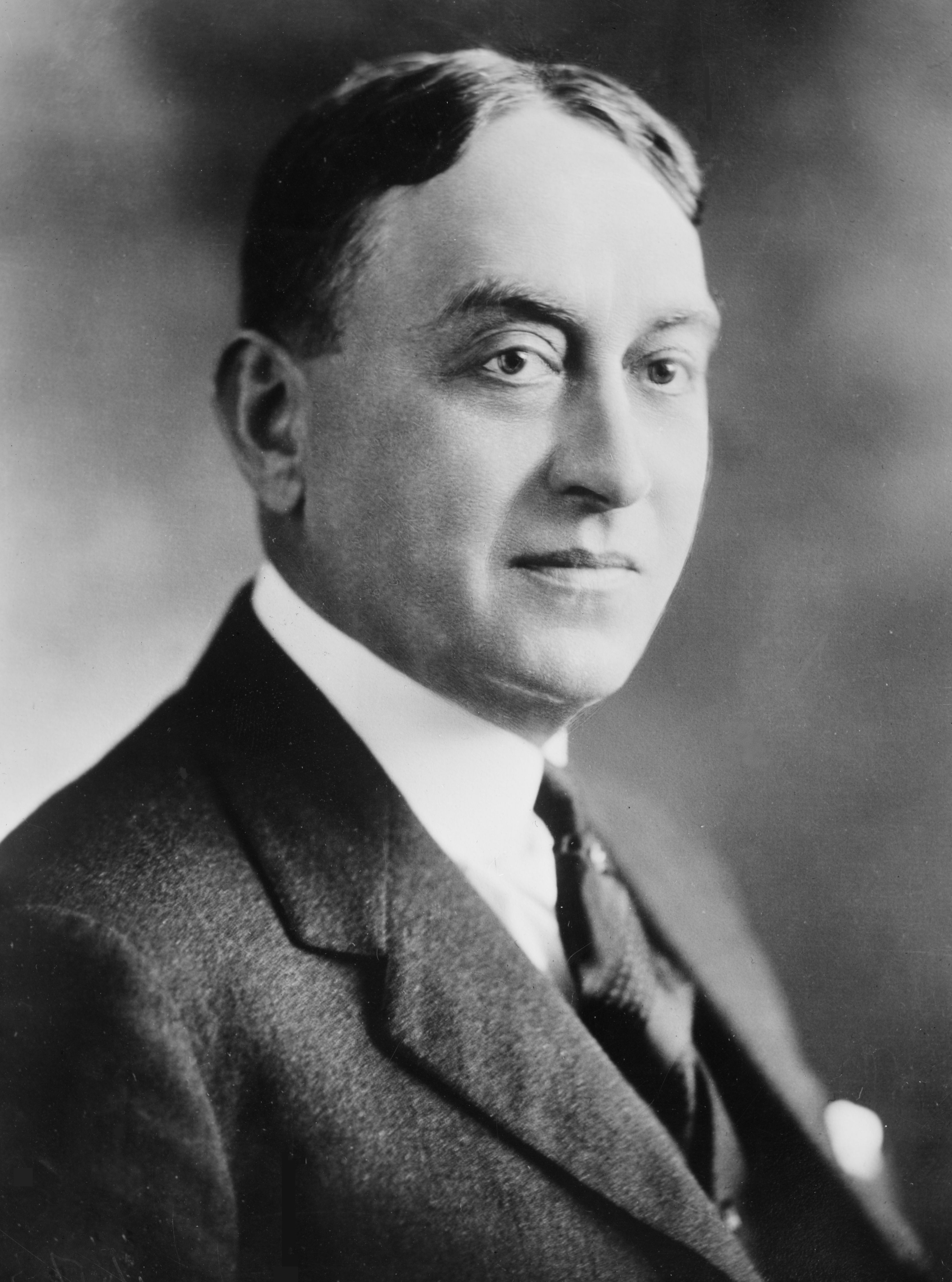
George Sebastian Silzer

George Sebastian Silzer (* 14. April 1870 in New Brunswick, New Jersey; † 16. Oktober 1940 in Newark, New Jersey) war ein US-amerikanischer Politiker und von 1923 bis 1926  Gouverneur des Bundesstaates New Jersey.

## Frühe Jahre und politischer Aufstieg
George S. Silzer besuchte die öffentlichen Schulen seiner Heimat. Nach einem Jurastudium begann er in seiner Heimatstadt New Brunswick als Anwalt zu arbeiten. Politisch wurde er Mitglied der Demokratischen Partei. Zwischen 1892 und 1896 war er Stadtrat in New Brunswick. Damals war er auch Vorsitzender seiner Partei im Middlesex County. Von 1907 bis 1912 gehört er dem Senat von New Jersey an, zwischen 1912 und 1914 war er Bezirksstaatsanwalt. Danach war er bis 1922 Mitglied des Bezirksgerichts. Am 7. November 1922 wurde er als Kandidat seiner Partei zum Gouverneur seines Staates gewählt.

## Gouverneur von New Jersey und weiterer Lebenslauf
George Silzer trat seine dreijährige Amtszeit am 15. Januar 1923 an. In dieser Zeit wurden die Arbeitsgesetze für Frauen verbessert. Ein Streik bei der Straßenbahn von Newark wurde erfolgreich beigelegt und das Schiedsspruchverfahren in New Jersey wurde per Gesetz vereinheitlicht. Damals profitierte auch New Jersey vom allgemeinen Aufschwung der 1920er Jahre.
Entsprechend einer Verfassungsklausel durfte Silzer 1925 nicht direkt für eine Wiederwahl kandidieren. Daher schied er am 19. Januar 1926 aus seinem Amt aus. Zwischen 1926 und 1928 war er Leiter der Hafenverwaltung im Großraum New York City und dem angrenzenden New Jersey. Danach widmete er sich wieder seinen privaten Geschäften, wozu neben seiner Anwaltstätigkeit nun auch das Bankgewerbe kam. George Silzer starb im Oktober 1940. Mit seiner Frau Henrietta Waite hatte er ein Kind.